# Salix koidzumii
Salix koidzumii är en videväxtart som beskrevs av Arika Kimura. Salix koidzumii ingår i släktet viden, och familjen videväxter. Inga underarter finns listade i Catalogue of Life.